# Naoya Shibamura
Naoya Shibamura (柴村 直弥 Shibamura Naoya?, nacido el 11 de septiembre de 1982 en Hiroshima, Hiroshima) es un futbolista japonés que se desempeña como defensa.

## Trayectoria

### Clubes
| Club                     | País       | Año         |
| ------------------------ | ---------- | ----------- |
| Albirex Niigata Singapur | Singapur   | 2005 - 2006 |
| Avispa Fukuoka           | Japón      | 2007        |
| Tokushima Vortis         | Japón      | 2008        |
| Gainare Tottori          | Japón      | 2009 - 2010 |
| Fujieda MYFC             | Japón      | 2010        |
| FK Ventspils             | Letonia    | 2011 - 2012 |
| FC Pajtakor Tashkent     | Uzbekistán | 2012        |
| FK Buxoro                | Uzbekistán | 2012 - 2013 |
| Stomil Olsztyn           | Polonia    | 2014 - 2015 |
| Ventforet Kofu           | Japón      | 2016        |

## Estadística de carrera

### J. League
| Club                    | Temporada | Liga                  | Liga  | Liga  | Copa del Emperador | Copa del Emperador | Copa J. League | Copa J. League | Total | Total |
| Club                    | Temporada | División              | Part. | Goles | Part.              | Goles              | Part.          | Goles          | Part. | Goles |
| ----------------------- | --------- | --------------------- | ----- | ----- | ------------------ | ------------------ | -------------- | -------------- | ----- | ----- |
| Avispa Fukuoka          | 2007      | J2 League             | 6     | 0     | 0                  | 0                  | —              | —              | 6     | 0     |
| Tokushima Vortis        | 2008      | J2 League             | 18    | 0     | 0                  | 0                  | —              | —              | 18    | 0     |
| Gainare Tottori         | 2009      | JFL                   | 13    | 1     | 0                  | 0                  | —              | —              | 13    | 1     |
| Fujieda MYFC (préstamo) | 2010      | Japan Regional League | 4     | 1     | —                  | —                  | —              | —              | 4     | 1     |
| Ventforet Kofu          | 2016      | J1 League             | 0     | 0     | 0                  | 0                  | 1              | 0              | 1     | 0     |
| Total                   | Total     | Total                 | 41    | 2     | 0                  | 0                  | 1              | 0              | 42    | 2     |

## Palmarés
| Título          | Club         | País    | Año  |
| --------------- | ------------ | ------- | ---- |
| Virslīga        | FK Ventspils | Letonia | 2011 |
| Copa de Letonia | FK Ventspils | Letonia | 2011 |